# Elevation Tour
El Elevation Tour fue un tour de conciertos de la banda irlandesa U2, que tomó lugar en 2001, en soporte al álbum del grupo del 2000, All That You Can't Leave Behind.
El tour comenzó la noche del 24 de marzo de 2001 en el National Car Rental Center, en las afueras de Fort Lauderdale, Florida en los Estados Unidos. La primera etapa tomó lugar en Norteamérica esa primavera, la segunda etapa en Europa ese verano, y la tercera etapa nuevamente en Norteamérica ese otoño, finalizando el 2 de diciembre del 2001, cerca de donde comenzó, en la American Airlines Arena en Miami, Florida.
El tour fue récord en ventas en 2001 en Norteamérica, donde la banda recaudó US$ 110 millones, la segunda más alta de todos los tiempos, solo superada por el Voodoo Lounge Tour, realizada en 1994 por The Rolling Stones.
Aparecieron dos videos oficiales de esta gira, Elevation: Live From Boston en 2001 y U2 Go Home: Live from Slane Castle en 2003.

## Setlist recurrente
1. Elevation
2. Beautiful Day
3. Until the End of the World
4. Mysterious Ways
5. Kite
6. Gone
7. New York
8. I Will Follow
9. Sunday Bloody Sunday
10. Stuck in a Moment You Can't Get Out Of
11. In a Little While
12. Desire
13. Staring at the Sun
14. Bad
15. Where the Streets Have No Name
16. The Fly
17. Pride (In the Name of Love)
18. Bullet the Blue Sky
19. With or Without You
20. One
21. Walk On

### Canciones más tocadas
- Beautiful Day (113 veces)
- Elevation (113 veces)
- One (113 veces)
- Stuck in a Moment You Can't Get Out Of (113 veces)
- Sunday Bloody Sunday (113 veces)
- Where the Streets Have No Name (113 veces)
- Bullet the Blue Sky (112 veces)
- Until the End of the World (112 veces)
- Walk On (112 veces)
- New York (110 veces)
- Kite (98 veces)
- Mysterious Ways (88 veces)
- Pride (In the Name of Love) (87 veces)
- With or Without You (85 veces)
- Bad (81 veces)
- New Year's Day (80 veces)
- I Will Follow (73 veces)
- The Fly (68 veces)
- In a Little While (59 veces)
- Desire (53 veces)

## Etapas de la gira

### Primera Etapa. Norteamérica
La primera etapa de la gira se desarrolló en Estados Unidos y Canadá.
| Fecha               | País           | Ciudad           | Lugar                      |
| 24 de marzo de 2001 | Estados Unidos | Sunrise          | National Car Rental Center |
| 26 de marzo de 2001 | Estados Unidos | Sunrise          | National Car Rental Center |
| 29 de marzo de 2001 | Estados Unidos | Charlotte        | Charlotte Coliseum         |
| 30 de marzo de 2001 | Estados Unidos | Atlanta          | Philips Arena              |
| 2 de abril de 2001  | Estados Unidos | Houston          | Compaq Center              |
| 3 de abril de 2001  | Estados Unidos | Dallas           | Reunión Arena              |
| 6 de abril de 2001  | Estados Unidos | Denver           | Pepsi Center               |
| 9 de abril de 2001  | Canadá         | Calgary          | Saddledome                 |
| 10 de abril de 2001 | Canadá         | Calgary          | Saddledome                 |
| 12 de abril de 2001 | Estados Unidos | Tacoma           | Tacoma Dome                |
| 13 de abril de 2001 | Canadá         | Vancouver        | General Motors Place       |
| 15 de abril de 2001 | Estados Unidos | Portland         | Rose Garden                |
| 17 de abril de 2001 | Estados Unidos | San Diego        | San Diego Sports Arena     |
| 19 de abril de 2001 | Estados Unidos | San José         | San José Arena             |
| 20 de abril de 2001 | Estados Unidos | San José         | San José Arena             |
| 23 de abril de 2001 | Estados Unidos | Anaheim          | Arrowhead Pond             |
| 24 de abril de 2001 | Estados Unidos | Anaheim          | Arrowhead Pond             |
| 26 de abril de 2001 | Estados Unidos | Anaheim          | Arrowhead Pond             |
| 28 de abril de 2001 | Estados Unidos | Phoenix          | América West Arena         |
| 1 de mayo de 2001   | Estados Unidos | Minneapolis      | Target Center              |
| 3 de mayo de 2001   | Estados Unidos | Cleveland        | Gund Arena                 |
| 4 de mayo de 2001   | Estados Unidos | Lexington        | Rupp Arena                 |
| 6 de mayo de 2001   | Estados Unidos | Pittsburgh       | Mellon Arena               |
| 7 de mayo de 2001   | Estados Unidos | Columbus         | Nationwide Arena           |
| 9 de mayo de 2001   | Estados Unidos | Milwaukee        | Bradley Center             |
| 10 de mayo de 2001  | Estados Unidos | Indianápolis     | Conseco Fieldhouse         |
| 12 de mayo de 2001  | Estados Unidos | Chicago          | United Center              |
| 13 de mayo de 2001  | Estados Unidos | Chicago          | United Center              |
| 15 de mayo de 2001  | Estados Unidos | Chicago          | United Center              |
| 16 de mayo de 2001  | Estados Unidos | Chicago          | United Center              |
| 24 de mayo de 2001  | Canadá         | Toronto          | Air Canada Centre          |
| 25 de mayo de 2001  | Canadá         | Toronto          | Air Canada Centre          |
| 27 de mayo de 2001  | Canadá         | Montreal         | Molson Centre              |
| 28 de mayo de 2001  | Canadá         | Montreal         | Molson Centre              |
| 30 de mayo de 2001  | Estados Unidos | Auburn Hills     | The Palace of Auburn Hills |
| 31 de mayo de 2001  | Estados Unidos | Buffalo          | HSBC Arena                 |
| 2 de junio de 2001  | Estados Unidos | Albany           | Pepsi Arena                |
| 3 de junio de 2001  | Estados Unidos | Hartford         | Civic Center               |
| 5 de junio de 2001  | Estados Unidos | Boston           | Fleet Center               |
| 6 de junio de 2001  | Estados Unidos | Boston           | Fleet Center               |
| 8 de junio de 2001  | Estados Unidos | Boston           | Fleet Center               |
| 9 de junio de 2001  | Estados Unidos | Boston           | Fleet Center               |
| 11 de junio de 2001 | Estados Unidos | Filadelfia       | First Union Center         |
| 12 de junio de 2001 | Estados Unidos | Filadelfia       | First Union Center         |
| 14 de junio de 2001 | Estados Unidos | Washington D. C. | MCI Center                 |
| 15 de junio de 2001 | Estados Unidos | Washington D. C. | MCI Center                 |
| 17 de junio de 2001 | Estados Unidos | Nueva York       | Madison Square Garden      |
| 19 de junio de 2001 | Estados Unidos | Nueva York       | Madison Square Garden      |
| 21 de junio de 2001 | Estados Unidos | East Rutherford  | Continental Airlines Arena |
| 22 de junio de 2001 | Estados Unidos | East Rutherford  | Continental Airlines Arena |

### Segunda Etapa. Europa
La segunda etapa de la gira se desarrolló en Europa.
| Fecha                   | País         | Ciudad     | Lugar                                     |
| 6 de julio de 2001      | Dinamarca    | Copenhague | Copenhague Fórum                          |
| 7 de julio de 2001      | Dinamarca    | Copenhague | Copenhague Fórum                          |
| 9 de julio de 2001      | Suecia       | Estocolmo  | Globen                                    |
| 10 de julio de 2001     | Suecia       | Estocolmo  | Globen                                    |
| 12 de julio de 2001     | Alemania     | Colonia    | Kölnarena                                 |
| 13 de julio de 2001     | Alemania     | Colonia    | Kölnarena                                 |
| 15 de julio de 2001     | Alemania     | Múnich     | Olympiahalle                              |
| 17 de julio de 2001     | Francia      | París      | Palais Omnisports de Paris-Bercy          |
| 18 de julio de 2001     | Francia      | París      | Palais Omnisports de Paris-Bercy          |
| 21 de julio de 2001     | Italia       | Turín      | Stadio delle Alpi                         |
| 23 de julio de 2001     | Suiza        | Zúrich     | Hallenstadion                             |
| 24 de julio de 2001     | Suiza        | Zúrich     | Hallenstadion                             |
| 26 de julio de 2001     | Austria      | Viena      | Stadthalle                                |
| 27 de julio de 2001     | Austria      | Viena      | Stadthalle                                |
| 29 de julio de 2001     | Alemania     | Berlín     | Waldbühne                                 |
| 31 de julio de 2001     | Países Bajos | Arnhem     | Gelredome                                 |
| 1 de agosto de 2001     | Países Bajos | Arnhem     | Gelredome                                 |
| 3 de agosto de 2001     | Países Bajos | Arnhem     | Gelredome                                 |
| 5 de agosto de 2001     | Bélgica      | Amberes    | Sportpaleis                               |
| 6 de agosto de 2001     | Bélgica      | Amberes    | Sportpaleis                               |
| 8 de agosto de 2001     | España       | Barcelona  | Palau Sant Jordi                          |
| 11 de agosto de 2001    | Inglaterra   | Mánchester | MEN Arena                                 |
| 12 de agosto de 2001    | Inglaterra   | Mánchester | MEN Arena                                 |
| 14 de agosto de 2001    | Inglaterra   | Birmingham | NEC Arena                                 |
| 15 de agosto de 2001    | Inglaterra   | Birmingham | NEC Arena                                 |
| 18 de agosto de 2001    | Inglaterra   | Londres    | Earl´s Court Arena                        |
| 19 de agosto de 2001    | Inglaterra   | Londres    | Earl´s Court Arena                        |
| 21 de agosto de 2001    | Inglaterra   | Londres    | Earl´s Court Arena                        |
| 22 de agosto de 2001    | Inglaterra   | Londres    | Earl´s Court Arena                        |
| 25 de agosto de 2001    | Irlanda      | Slane      | Slane Castle                              |
| 27 de agosto de 2001    | Escocia      | Glasgow    | Scottish Exhibition and Conference Centre |
| 28 de agosto de 2001    | Escocia      | Glasgow    | Scottish Exhibition and Conference Centre |
| 1 de septiembre de 2001 | Irlanda      | Slane      | Slane Castle                              |

### Tercera etapa. Norteamérica.
La tercera etapa de la gira se desarrolló en Norteamérica.
| Fecha                   | País           | Ciudad          | Lugar                      |
| 10 de octubre de 2001   | Estados Unidos | South Bend      | Joyce Center               |
| 12 de octubre de 2001   | Canadá         | Montreal        | Molson Centre              |
| 13 de octubre de 2001   | Canadá         | Hamilton        | Copps Coliseum             |
| 15 de octubre de 2001   | Estados Unidos | Chicago         | United Center              |
| 16 de octubre de 2001   | Estados Unidos | Chicago         | United Center              |
| 19 de octubre de 2001   | Estados Unidos | Baltimore       | Baltimore Arena            |
| 24 de octubre de 2001   | Estados Unidos | Nueva York      | Madison Square Garden      |
| 25 de octubre de 2001   | Estados Unidos | Nueva York      | Madison Square Garden      |
| 27 de octubre de 2001   | Estados Unidos | Nueva York      | Madison Square Garden      |
| 28 de octubre de 2001   | Estados Unidos | East Rutherford | Continental Airlines Arena |
| 30 de octubre de 2001   | Estados Unidos | Providence      | Civic Center               |
| 31 de octubre de 2001   | Estados Unidos | Providence      | Civic Center               |
| 2 de noviembre de 2001  | Estados Unidos | Filadelfia      | First Union Center         |
| 5 de noviembre de 2001  | Estados Unidos | Austin          | Frank Erwin Center         |
| 7 de noviembre de 2001  | Estados Unidos | Denver          | Pepsi Center               |
| 9 de noviembre de 2001  | Estados Unidos | Salt Lake City  | Delta Center               |
| 12 de noviembre de 2001 | Estados Unidos | Los Ángeles     | Staples Center             |
| 13 de noviembre de 2001 | Estados Unidos | Los Ángeles     | Staples Center             |
| 15 de noviembre de 2001 | Estados Unidos | Oakland         | Oakland Coliseum Arena     |
| 16 de noviembre de 2001 | Estados Unidos | Oakland         | Oakland Coliseum Arena     |
| 18 de noviembre de 2001 | Estados Unidos | Las Vegas       | Thomas & Mack Center       |
| 19 de noviembre de 2001 | Estados Unidos | Los Ángeles     | Staples Center             |
| 20 de noviembre de 2001 | Estados Unidos | Sacramento      | ARCO Arena                 |
| 23 de noviembre de 2001 | Estados Unidos | Phoenix         | América West Arena         |
| 25 de noviembre de 2001 | Estados Unidos | Dallas          | Reunión Arena              |
| 27 de noviembre de 2001 | Estados Unidos | Kansas City     | Kemper Arena               |
| 28 de noviembre de 2001 | Estados Unidos | Saint Louis     | Savvis Center              |
| 30 de noviembre de 2001 | Estados Unidos | Atlanta         | Philips Arena              |
| 1 de diciembre de 2001  | Estados Unidos | Tampa           | Ice Palace                 |
| 2 de diciembre de 2001  | Estados Unidos | Miami           | AmericanAirlines Arena     |